# Lista över svenska medalj- och ordensförkortningar
Lista över svenska medalj- och ordensförkortningar skriver ut förkortningarna som de används i publikationer som till exempel i Sveriges statskalender, Vem är det och Svenskt biografiskt lexikon.

## A
- AGK = Amerikanska Guldkorset[1]
- AbessHSO = Abessinska (Etiopiska) Haile Selassieorden[2]
- AbessKM = Abessinsk minnesmedalj med anledning av Kejsar Haile Selassie I :s kröning[3]
- AbessMenO = Abessinska (Etiopiska) Menelikorden[2]
- AbessSO = Abessinska (Etiopiska) Stjärnorden[2]
- AbessTO = Abessinska (Etiopiska) Treenighetsorden[2]
- ACO, AmCO = Nordamerikanska Cincinnatiorden[1][3]
- AHM = Amerikansk hedersmedalj[3]
- AIWO = Amerikanska Indian Wars orden[3]
- AlbScO = Albanska Scanderbegorden[2]
- ALLO = Amerikanska Loyal Legion orden[3]
- AMF = Amerikanska Medal of Freedom[1]
- AMGCHon = Amerikanska Golden Cross of Honour[1]
- AmKorCM = Amerikanska Korean Campaign Medal[1]
- AmLegMer = Amerikanska Legion of Merit[1]
- AmLLO = Amerikanska Loyal Legionorden[1]
- AMMVM = Amerikanska Merchant Marine Victory Medal[1]
- AMORC = Ancient Mystical Order Rosae Crucis[1]
- AmSdeCO = Amerikanska Santiago de Cuba Orden[1]
- AnhABjO = Anhaltska husorden Albrecht Björnen, Albrekt Björnens husorden[1]
- AnnamDO = Annamitiska Drakorden[1]
- APWM = Amerikanska Medal for Public Welf are Service[1]
- ArgAM = Argentinska förtjänstorden Al Merito[källa behövs]
- ArgAMO = Argentinska Mayo al Meritoorden[1]
- ArgMarGM = Argentinska marinministeriets guldmedalj[4]
- ArgSMO = Argentinska San Martinorden, San Martín Befriarens orden[1]
- ASdeCO = Amerikanska Santiago de Cuba orden[3]

## B
- b = belöning [5]
- B = brons[4]
- bd = band [5]
- BadBI:sZO = Badiska Berthold I:s av Zähringen orden[6]
- BadFidelO, BadFidO = Badiska orden Fidelitas,[3] Badiska husorden Fidelitas[7]
- BadFrLM = Badiska Friedrich-Luisemedaljen[3]
- BadKrHjM = Badiska krigshjälpsmedaljen[3]
- BadZLO = Badiska Zähringer Löwenorden[6]
- BayKrO = Bayerska kronans Civilförtjänstorden[6]
- BayMfO = Bayerska Militärförtjänstorden[6]
- BayS:tMO = Bayerska Sankt Mikaelsorden[6]
- BayThO = Bayerska Theresiaorden[3]
- BdeMagr = Belgiska orden de Mérite agricole[6]
- BESO = Belgiska (Kongostatens) Etoile de Service orden[3]
- bg = för berömliga gärningar[3]
- BKrO = Belgiska Kronorden[6]
- BLejO = Belgiska (Kongostatens) Lejonorden[6]
- BLeopO = Belgiska Leopoldsorden[6]
- BLeopII:sO = Belgiska Leopold II:s orden[6]
- BM = bronsmedalj[5]
- BMdelaR = Belgisk médaille de la résistance[8]
- BMilK = Belgiska Militärkorset[6]
- BMM = Belgisk minnesmedalj 1940-45[8]
- BolKO = Bolivianska Kondororden[3]
- BOIM = Belgisk olympisk minnesmedalj[8]
- br = för förtjänst om brandväsendet[3]
- BrasMNO = Brasilianska orden Mérito Naval[8]
- BrasRosO = Brasilianska Rosenorden[6]
- BrasSKO = Brasilianska Södra korsets orden[3]
- BraunHLO = Braunschweigska husorden Henrik Lejonet[6]
- BuchStjO = Buchariska Stjärnorden[8]
- BulgCfO = Bulgariska Civilförtjänstorden[6]
- BulgCf(Mf)O = Bulgariska Civil(Mili-tär)förtjänstorden[8]
- BulgHfO = Bulgariska orden för humanitära förtjänster[6]
- BulgMfO = Bulgariska Militärförtjänstorden[6]
- BulgRKO = Bulgariska Rödakorsorden[9]
- BulgS:tAO = Bulgariska Sankt Alexanderorden[6]

## C
- CambO = Cambodjas orden[6]
- CFBSM = Centralförbundet för befälsutbildnings silvermedalj[källa behövs]
- ChilAM = Chilenska förtjänsttecknet Al Merito[9]
- ChilAMO = Chilenska orden Al Mérito Bernardo O’Higgins, Bernardo O'Higgins-orden[6]
- ChX:sFrM = Konung Christian X:s Frihetsmedalj[8]
- ColBO = Colombianska Boyacáorden[9]
- ColMIO = Colombianska orden Mérito Industrial[8]
- ColNAP = Colombianska Naval Almirante Padillaorden[8]
- ColSanCO = Colombianska San Carlos-orden[8]
- CubCespO = Cubanska Carlos Manuel de Céspedesorden, Cubanska Cespedesorden[6]
- CXIII:sO = Konung Carl XIII:s orden[9]
- CXIVJohM = Karl Johansmedaljen[källa behövs][källa behövs]

## D
- DDO = Danska Dannebrogsorden[6]
- DDOHt = Danska Dannebrogsorden hederstecken[8]
- DElefO, DE(lef)O = Danska Elefantorden[10][8]
- DEO = Danska Elefantorden[9]
- DFrM = Dansk Frihetsmedalj[8]
- DKB = Konungens av Danmark belöningsmedalj[11]
- DMM = Dansk minnesmedalj med anledning av Konung Christian IX:s guldbröllop[11]
- DomDO = Dominikanska Duarteorden[9]
- DRoffHt = Danska reservofficersförbundets hederstecken[11]
- DSkGIfHt = Danska skytte-, gymnastik- och idrottsföreningars hederstecken[11]

## E
- EcAM = Ecuadors förtjänsttecken Al Mérito[9]
- EFrK = Estniska Frihetskorset[6]
- EgyptdeSp = Egyptiska orden Decoration Sportive[11]
- EgyptFO = Egyptiska förtjänstorden[11]
- EgyptIO = Egyptiska Ismailorden[9]
- EgyptKSO = Egyptiska orden Kedivens stjärna[6]
- EgyptMohAO = Egyptiska Mohamed Ali-orden[11]
- EgyptNilO = Egyptiska Nilorden[6]
- EkmGM = Svenska pappers- och cellulosaingenjörsföreningars Ekmanmedalj i guld[12]
- EMt = Estlands frihetskrigs minnestecken[11]
- EngRHS = Engelska humanitära sällskapets medalj[11]
- EngRKHt = Engelska Röda Korsets hederstecken[11]
- ERKO = Estniska Röda korsets orden, Estniska Röda Korsorden[9]
- ESKstk = Estniska skyddskårsorganisationens storkors[11]
- ESvk = Estniska Skyddskårens vita kors[11]
- Et = elittecken[11]
- EtBM = Etiopisk belöningsmedalj[11]
- EtKM = Etiopisk minnesmedalj med anledning av Kejsar Haile Selassie I:s kröning[11]
- EtKorWMM = Etiopisk Memorial Medal of the Korean War[11]
- EtMenO = Etiopiska Menelik II:s orden[11]
- EtMM = Etiopisk minnesmedalj[källa behövs]
- EtSabaO = Etiopiska Sabaorden[11]
- EtSalomO = Etiopiska Salomos orden[11]
- EtSO = Etiopiska Stjärnorden[11]
- EtT(E)O = Etiopiska Treenighetsorden[11]
- EugGM = Prins Eugen-medaljen (i guld) för framstående konstnärlig gärning[11]
- EVSO = Estniska Vita Stjärnans orden, Estniska Vita Stjärnorden[9]
- ExpförenftjM = Sveriges allmänna exportförenings förtjänstmedalj i guld[11]
- EÖK = Estniska Örnkorset, Örnkorsets orden[9]

## F
- FBskftjM = Finlands Befolkningsskydds förtjänstmedalj[13]
- FFrK = Finska Frihetskorsets orden, Finska Frihetskorset[6]
- FFrM = Finska Frihetsmedaljen[14]
- FHMM = Finsk minnesmedalj för humanitär verksamhet[14]
- FinlldrftjkG(S) = Finlands idrotts förtjänstkors i guld (silver)[14]
- FinlLO = Finlands Lejons orden, Finlands Lejonorden[9]
- FinlLTn = Finlands Lejon-tecken[14]
- FinlOlftjk = Finlands Olympiska förtjänstkors[14]
- FinlPftjk = Finska polisens förtjänstkors[14]
- FinlVRM = Finlands Vita Ros’-medalj[14]
- FinlVRO = Finlands Vita Ros’ orden, Finlands Vita rosens orden[6][9]
- FinlVRTn = Finlands Vita Ros’-tecken[14]
- FIntHt = Finska intendenturofficersföreningens hederstecken[14]
- FKrHt = Finskt hederstecken för deltagande i Finlands krig 1939-40[14]
- FLSk = Finska Lotta Svärd-korset[14]
- FM = fälttågsmedalj[14]
- FMK = Finskt minneskors med anledning av Finlands krig 1939-45[14]
- FMM = Finsk krigsminnesmedalj[14]
- FMpbh = Finska minnesmedaljen Pro benignitate humana[14]
- Frd’A = Franska d'Académie[9]
- FrdeFIp = Franska "de l’Instruction publique"[14]
- Frdel’EPh = Franska "de l’Education Physique"[14]
- Frdel’Ip = Franska de l'Instruction publique[15]
- Frde(la)Sp = Franska "de la Sante publique"[14]
- FrdeMagr = Franska "de Mérite Agricole"[14]
- FrdeMcom = Franska orden de Mérite Commercial[14]
- FrdeMmar = Franska orden de Mérite maritime / Franska Mérite Maritimeorden[9]
- FrdeMsport = Franska orden de Mérite Sportif[14]
- FrdeMtour = Franska orden de Mérite Tourisme[14]
- FrFM = Fransk fälttågsmedalj[9]
- FrftjM = Franska medaljen de la Reconnaissance[14]
- FrHL = Franska Hederslegionen[6]
- FrimO = Svenska Frimurareorden[14]
- FrK = frihetskors[9]
- FrLstrm = Franska luftstridskrafternas flygmärke[14]
- FrM = frihetsmedalj[9]
- FrMd’A = Fransk fäktläraremedalj[14]
- FrMdePA = Franska "la Medaille de I'Aéronautique"[14]
- FrMérAgr = Franska orden Mérite agricole[16]
- FrKM = Fransk kolonialmedalj[9]
- FRoffGHt = Finlands reservofficersförbunds gyllene förtjänsttecken[17]
- FrOPlemér = Franska orden Pour le mérite[9]
- FrPAcad = Franska orden des Palmes Académiques, Akademiska palmen[17]
- FrSvSO = Franska Svarta stjärnorden[6]
- FSftjk (förtjk) = Finska skyddskårernas förtjänstkors[9]
- ftjk (förtjk) = förtjänstkors[9]
- FSvFISM = Föreningen Sveriges Flottas förtjänstmedalj i silver[17]
- ftjM = förtjänstmedalj[17]
- ftjt, ft (förtjt) = förtjänsttecken[5][9]
- ftk = förtjänstkors[17]

## G
- G = guld[17]
- GM = guldmedalj[5]
- Gm = guldmärke[17]
- GMnor, NOR = För nit och redlighet i rikets tjänst[5]
- GMtf = Guldmedalj för tapperhet i fält[6][18]
- GMts = Guldmedalj för tappehet till sjöss[6]
- GrEvpoyaO = Grekiska Evpoyaorden[17]
- GrFenO = Grekiska Fenixorden[6]
- GrFO, GrFrO = Grekiska Frälsarorden, Grekiska Frälsarorden, Frälsarens orden[19][6]
- GrGO = Grekiska Georg I:s orden[6]
- GrG(I:s)O = Grekiska Georg I:s orden[17]
- GrS:tGKO = Grekiska Sankt Georgs och Konstantins orden[17]
- GsFtjt = Göteborgs stads förtjänsttecken i guld[17]
- Gt = guldtecken[19]
- GuatCMMO = Guatemalas Orden Crus de Merito Militar[17]
- G(uatd)QO = Guatemalas Orden del Quetzal[17]
- GVSbm = Minnestecken med anledning av Kronprins Gustafs och Kronprinsessan Victorias silverbröllop [6]
- GV:sJmt = Minnestecken med anledning av Konung Gustaf V:s 70-årsdag[6]
- GV:sJmtII = Minnestecken med anledning av Konung Gustaf V:s 90-årsdag[5]
- GV:sMt = Minnestecken med anledning av Konung Gustaf V:s död[17]
- GV:sOlM = Konung Gustaf V:s olympiska minnesmedalj[19]
- GV:sPostJubM = Konung Gustaf V:s postjubileumsmedalj[19], Konung Gustaf V:s postkongressjubileumsmedalj[17]

## H
- HaitFO = Haitis Heders- och förtjänstorden[17]
- HambHk = Hamburgs Hanseaterkors[19]
- HGuelfO = Kongl. Hannoverska Guelferorden[10]
- HavKalO = Hawaiiska Kalakauaorden[10]
- HavKamO = Havaiska Kamehamea I:s orden[19]
- HavKrO = Havaiska Kronorden[6]
- HelGrO = Heliga gravens orden[6]
- HessFO = Hessiska Filip den ädelmodiges orden[10]
- HessPhO = Hessiska Philip den ädelmodiges förtjänstorden[6]
- Hk = hederskors[19]
- HM = hedersmedalj[17]
- HohHO = Hohenzollerska husorden[6]
- HohenzHusO = Hohenzollerska husorden[10]
- Ht = hederstecken[19]
- HushGM = resp. hushållningssällskaps guldmedalj[19]
- HvGM = Hemvärnets förtjänstmedalj i guld[17]
- HVII:sFrK = Haakon VII:s Frihetskors[17]

## I
- Idrm (g, s) = idrottsmärke (guld, silver)[19]
- IFO = Isländska Falkens orden, Isländska falkorden[6]
- IrakRO = Irakiska Rafidain-orden[19]
- Irandel'Ip = Iranska "del ’Instruction publique"[20]
- IranHYO = Iranska Homayoun-orden[19]
- IranKrO = Iranska Kronorden[20]
- IranKuO = Iranska Kushesorden[20]
- IranLSO = Iranska Lejon- och Solorden[20]
- IranPahO = Iranska Pahleviorden[20]
- IranTO = Iranska Tadjorden[20]
- ItAnnunzO = Italienska Annunziataorden[20]
- ItKrO = Italienska kronorden[6]
- ItRFO = Italienska republikens förtjänstorden[20]
- ItRomöO, ItRomÖrnO = Italienska Romerska Örnens orden[19]
- ItSC = Italienska orden Stella coloniale[20]
- ItSolSO = Italienska orden Stella della Solidarieta, Solidaritetens stjärnorden[20]
- ItS:tMLO = Italienska Sankt Mauritii- och Lazariorden, Sankt Mauritius och Sankt Lazarusorden[6]
- Iqml = medaljen Illis quorum meruere labores[19]
- IVAPKGM = Ingenjörsvetenskapsakademiens Peter Klasonmedalj i guld[19]

## J
- JapKrO, J(ap)KrO = Japanska Kronoorden[6][19]
- JBO = Järnbärarorden[21]
- JChrysO = Japanska Krysantemumorden, Chrysantemumorden[21]
- JHKrO = Japanska Heliga Kronans orden, Dyrbara Kronans orden, Japanska Kronorden[21]
- JHSO, J(ap)HSO = Japanska Spegelorden eller Helgade skattens orden, Heliga skattens orden[6][19]
- JohO = Johanniterorden[6]
- JM = järnmedalj[21]
- Jmt = jubileumsminnestecken[5]
- JubM = jubileumsmedalj[21]
- JugFlO = Jugoslaviska Flaggans orden[21]
- JugKrO = Jugoslaviska Kronorden[19]
- JugS:tSO = Jugoslaviska Sankt Savaorden[6]
- JUSO, JOUppgS, J(ap)USO = Japanska Uppgående solens förtjänstorden, Kejs, Japanska Orden Uppgående Solen, Japanska Uppgående solens orden[6][10][19]

## K
- K = Kommendör (alltid i början av förkortningen)[5]
- K = Kors (alltid i slutet av förkortningen) [5]
- KARoffHt = Kustartilleriets reservofficerares hederstecken[22]
- KinDO = Kinesiska Dubbla drakorden[6]
- KinGSO = Kinesiska Gyllene skördens orden[6]
- KinGStjO = Kinesiska Gyllene Stjärnorden[21]
- KinJO = Kinesiska Jadeorden[23]
- kl = klassen[21]
- KM = kröningsmedalj[23]
- KMAGFtjt = Kronprinsessan Margaretas arbetsnämnds för de blinda förtjänsttecken i guld[21]
- KMO = Kungl. Maj:ts Orden (Serafimerorden)[23]
- Kmstk = Kommendör (med stora korset) av (ex.: KmstkVO = Kommendör med stora korset av Kgl. Vasaorden, KVO = Kommendör av Kgl. Vasaorden)[19]
- KongoMM = Kongostatens minnesmedalj[21]
- KongoS = Kongostatens tjänstetecken Etoile de service[6]
- Kon:s = Konungens[5]
- Kon:sGM = HM Konungens guldmedalj (Hovmedaljen)[21]
- KorCDM = Korean Chungmu Distinguished Military Service Medal[21]
- KorPUCit = Republic of Korea Presidential Unit Citation[21]
- KorUDM = Korean Ulchi Distinguished Military Service Medal[21]
- KorWServM = Korean War Service Medal[21]
- Krgk = krigskors[21]
- KrgM = krigsmedalj[21]
- Krg(M)M = krigs(minnes)medalj[23]
- KronobbfbGM = Kronobergs befäls(utbildnings)-förbunds guldmedalj[källa behövs]
- KronobsfbGM = Kronobergs skytteförbunds guldmedalj[källa behövs]

## L
- L = Ledamot (alltid i början av förkortningen)[5]
- LAdNass, LAdNassO = Luxemburgska Adolf av Nassaus civil- och militärförtjänstorden[23][24]
- LEkkrO = Luxemburgska Ekkroneorden, Ekkronans orden[6]
- LettSftjk = Lettiska skyddskårernas förtjänstkors[24]
- LettSO = Lettiska Tre stjärnors orden[6]
- Lett(T)SO = Lettiska Tre stjärnors orden[23]
- LibAfO = Liberianska Orden Afrikas Frigörelse[24]
- LibanCedO = Libanesiska Cederorden [källa behövs]
- LibanCederO = Libanesiska Cederorde[24]
- LiberAfrBO = Liberias Afrikas Befrielses Orden, Humane Order of African Redemption[25]
- LibSAO = Liberianska Star of Africa-orden[24]
- LibSO = Liberianska Stjärnorden[24]
- LingJubM = Lingiadens jubileumsmedalj[23]
- LingM = Minnesmedalj med anledning av andra Lingiaden (1949)[24]
- LitGedO = Litauiska Gediminas orden, Storfurst Gediminas orden[6]
- Litt. et Art. = medaljen Litteris et Artibus[23]
- LitVytO = Litauiska Vytautas orden, Vytautasorden[23]
- LNO = Ledamot av Kungl. Nordstjärneorden [6]
- Lstrm = resp. luftstridskrafters flygmärke[23]
- LstSM = Landstormens silvermedalj[källa behövs]
- LVO = Ledamot av kungl. Vasaorden [6]
- LybHk = Lybecks Hanseaterkors[23]

## M
- M = medalj[5]
- m = märke[24]
- m = minne [5]
- MarAO = Marockanska Alouite-orden[24]
- MarOAO = Marockanska Ouissam Alaouet-orden, Alouite-orden[23]
- mbdsp = med bandspänne [5]
- m br, mbrilj, mbr = med briljanter[6][5][24]
- md = för medborgerliga dygder[24]
- m ekl, mekl = med eklöv[23][24]
- MexGuadO = Mexikanska Guadeloupe-orden[23]
- MexMarO = Mexikanska marinförtjänstorden[24]
- MexMilO = Mexikanska militärförtjänstorden[24]
- MexÖO = Mexikanska Aztekiska Örnorden, Mexikanska Örnorden[23]
- Mf- = militärförtjänst[23]
- mf = för medborgerlig förtjänst[23]
- mgk = med guldkors[24]
- MGrO = Mecklenburgska Griporden[6]
- mgstj = med gyllene stjärna[24]
- mhjosv = med hjälm och svärd[24]
- Mk = minneskors[24]
- mk = militärkors
- mkedja = med kedja[5]
- m kr, mkr = med kraschan[6][24]
- mkrans = Med krans[5]
- mkrona = Med krona[5]
- mkrgd, m krgd = med krigsdekoration[6]
- MM = minnesmedalj[5]
- MMFK = Mecklenburgska militärförtjänstkorset[24]
- MonS:tCO = Monegaskiska Sankt Carloorden, Monacos orden Sankt Carlo[6]
- MontDO = Montenegrinska Danilo I:s orden[6]
- mor = mod och rådighet [5]
- mrk, m r k = med rött kors[23]
- msn = med snäcka[24]
- msp, m sp = med spänne[5][26]
- msposv = med spänne och svärd[24]
- mstj, mstjärn = med stjärna[5]
- mstk, m stk = med stora korset[5][26]
- m sv, msv = med svärd[6][5]
- m sv o kr = med svärd och krona[26]
- Mt = minnestecken[5]
- mv = med vingar[5]
- m v k, mvk = med vitt kors[26][27]
- MVKrO, MecklOWendKr = Mecklenburgska orden Vendernas krona[6][10]

## N
- NassAdO = Hertigliga Nassauiska Adolfs militär- och civilförtjänstorden[6]
- NassGLO = Nassauska husorden Gyllene lejonet[6]
- NDM = Norsk medalj för personal som deltagit i Norges frihetskamp[27]
- NedFM = Nederländsk medalj med anledning av prinsessan Julianas förmälning[27]
- NedKrönM = Nederländska kröningsmedaljen[27]
- NedLO = Nederländska Lejonorden[6]
- NedMM = Nederländsk minnesmedalj för fredskonferensen[27]
- NedOHO = Nederländska Oranienhusorden[6]
- NedONO = Nederländska Oranien-Nassauorden[6]
- NedTM = Nederländsk tacksamhetsmedalj[27]
- NEM = Norsk Erindringsmedalj[27]
- NFrK = Norska Haakon VII:s Frihetskors[27]
- NFrM = Norska Frihetsmedaljen[27]
- n. h. v. = namn, heder och värdighet[26]
- NKOGM = medalj utdelad vid Konung Olav V:s av Norge statsbesök 1959[27]
- NLöveO = Norska Löveorden, Norska Lejonorden[27]
- NO = Nordstjärneorden[10]
- nor, nr = för nit och redlighet i rikets tjänst[27][26]
- NSkHt = Norges skytterstyr hederstecken[27]
- NS:tOO = Norska Sankt Olavsorden, Sankt Olavs orden[6]
- NTO = Nationaltemplarorden[26]
- NVOffHt = Norska värnpliktiga officerares hederstecken[27]
- NyaSvM = medalj med anledning av Delawarejubileet 1938/Minnesmedaljen över kolonien Nya Sverige i Amerika[26][27]

## O
- Off = Offic(i)er av[6]
- OffFrd'A = Fransk Officier d'Académie[6]
- OffFrdel'Ip = Fransk Officier de l'Instruction publique[6]
- OffIrandel'Ip = Iransk Officier de l'Instruction publique[källa behövs]
- OffPersdel´Ip = Persiska Officier de I´lnstruction publique[6]
- OffVendel'Ip = Venezuelansk Officier de l'Instruction publique[6]
- OIISGbmt = Konung Oscar II:s och Drottning Sofias guldbröllopsminnestecken[6]
- OII:sJmt = Konung Oscar II:s 25-åriga regeringsjubileum instiftade minnestecken/Konung Oscar II:s jubileumsminnestecken[6][27]
- OldHFO = Oldenburgska Hus- och förtjänstorden[6]
- OldPAO = Oldenburgska Fredrik August-orden[26]
- OldHFO = Oldenburgska Hus- och förtjänstorden[26]
- ONUCM = Organisation des Nations Unies au Congo Medal[27]

## P
- PanBO = Panamas Balboaorden[27]
- PanSM = Panamas medalj La Solidaridad[26]
- PBk = Portugisiska Benemerenciakorset[26]
- P(da)CO = Portugisiska orden da Conceição[27]
- PdaCO = Portugisiska orden da Conceição[6]
- PdeMMO = Portugisiska de Mérito militärorden[27]
- Persdel’Ip = Persiska »de Flnstruction publique»[26]
- PersLSO = Persiska (Iranska) Lejonorden, Lejon- och Solorden[6]
- PeruAM = Perus förtjänstorden Al Merito[27]
- PeruSO = Peruanska Solorden, Perus Solorden[26][6]
- PHSjöfO = Portugisiska Henrik Sjöfararens orden[27]
- PiMM = Minnesmedalj över de Svenska pionjärerna i USA[27]
- PIPO = Portugisiska orden Instrução Publica[28]
- PKO = Portugisiska Kristiorden, Kristusorden[6]
- PMd’AO = Portugisiska Militär de Avizorden, Avizorden[28]
- PMerAgrlndO = Portugisiska orden Mérito Agricola e Industrial[28]
- PMfO = Portugisiska militärförtjänstorden[28]
- PolFK = Polskt förtjänstkors, Polska förtjänstkorset[6]
- PolRest = Polska orden Polonia Restituta[6]
- Polska VÖO = Polska Vita örns orden[26]
- PolVirtMilO = Polska militärförtjänstorden Virtuti militari[26]
- PrJohO = Preussiska Johanniterorden[28]
- PrJrk = Preussiska Järnkorset[6]
- PrKrFtjO, PrKrFO = Preussiska kronans förtjänstorden[6][26]
- PrKrO = Preussiska Kronorden[6]
- PrMilO = Preussiska militärförtjänstorden[26]
- PrRKM = Preussiska Röda Korsets medalj[källa behövs]
- PrRÖO = Preussiska Röda örns orden[6]
- PrSvÖO = Preussiska Svarta örns orden[26]
- PSBd’AO = Portugisiska São Bento de Avizorden, São Bento de Aviz-orden[6][26]
- PS:tUO = Portugisiska Sankt Jakobsorden[26]
- PS:tJO = Portugisiska Sankt Jakobs orden, Jakobs Svärdsorden[6]
- PTSvO, PTSO = Portugisiska Torn- och Svärdsorden[6][28]
- PåvlGK = Påvliga Gyllene korset[26]
- PåvlHGO = Påvliga orden Heliga Graven[26]
- PåvlHLK = Påvliga Heliga Landets Kors[28]
- PåvlKO = Påvliga Kristiorden[6]
- PåvlOPEetPO, PåvlOPEetP = Påvliga orden Pro ecclecia et pontifice[26][28]
- PåvlPO = Påvliga Piusorden[6]
- PåvlS:tGrO = Påvliga Sankt Gregorius den stores orden[28]
- PåvlS:tGO = Påvliga Sankt Gregorius den stores orden[6]
- PåvlS:tSO = Påvliga Sankt Sylvesters orden[6]

## R
- R = riddare av (ex.: RVO = Riddare av Kgl. Vasaorden)[29]
- RCXIII:sO = Riddare av Carl XIII:s orden (högsta frimuraregraden) [6]
- RinmM = Rinmansmedaljen (Jernkontorets) [källa behövs]
- RLSFGftjt = Riksluftskyddsförbundets förtjänsttecken i guld[källa behövs]
- RoKavKMO = Riddare och kommendör av Kungl. Maj:ts orden (Riddare av Serafimerorden)[6]
- RPIJmt = Peter I:s 200-årsjubileums-minnestecken[28]
- R-R = rättsriddare av[6]
- RRomM = Riddare av Romerska Medaljen[källa behövs]
- RS:tAlNevO, RS:tAlexO = Ryska Sankt Alexander Nevskys orden, Alexander Nevskijorden[29][28]
- RS:tAndrO = Ryska Sankt Andreas-orden, Andreasorden[29]
- RS:tAO = Ryska Sankt Anna-orden, Sankt Annas orden[6]
- RS:tGO = Ryska Sankt Georgs-orden, Sankt Georgsorden[29]
- RS:tStO = Ryska Sankt Stanislaus-orden, Sankt Stanislausorden, Sankt Stanislaiorden[6][29]
- RS:tVlO = Ryska Sankt Vladimir-orden, Sankt Vladimirs orden[6]
- RumCI:sO = Rumänska Carol I:s orden[28]
- RumDK = Rumäniens Donau-kors[29]
- RumJM = Rumänska Garol I :s jubileumsmedalj[29]
- RumKrO = Rumänska kronorden[6]
- RumMerCult = Rumänska Meritul Cultural[29]
- RumSO = Rumänska Stjärnorden, Stjärnans orden[6]
- RVÖO = Ryska Vita örns orden[6]

## S
- S = silver[28]
- SAO = Kungliga Sachsiska Albrechtsorden[6]
- SardS:tLazO = Sardiniens S:t Lazarusorden[29]
- SchLFO = Schaumburg-Lippeska förtjänstorden[6]
- SchLHO = Schaumburg-Lippeska husorden[6]
- SchwHedK = Schwarzburgska Hederskorset[6]
- SEO = Hertigliga Sachsen-Ernestinska husorden[6]
- SerafO = Serafimerorden[källa behövs]
- SerbS:tSO = Serbiska (Jugoslaviska) Sankt Savaorden[6]
- SerbTO = Serbiska Takovo-orden, Serbiska Takovaorden[6][29]
- SerbVö = Serbiska Vita örns orden[29]
- SiamKrM (G, S) = Siamesisk kröningsmedalj (guld, silver)[29]
- SiamKrO = Siamesiska Kronorden[6]
- SiamMaChO, SiamMahaO = Siamesiska Maha Chakrkiorden, Siamesiska orden Maha Chakri[29][30]
- SiamRO = Siamesiska Ramaorden[30]
- SiamVEO = Siamesiska orden Vita Elefanten[6]
- sjv = sjukvård; för förtjänster om det frivilliga sjukvårdsväsendet eller om svenska Röda Korset[30]
- SkytteM = skyttemedalj[29]
- SM = silvermedalj[29]
- Sm = silvermärke[31]
- SMaltO = Suveräna Malteserorden[29]
- SMaltO:sFK = Suveräna Malteserordens förtjänstkors[31]
- SMarFM = San Marinos förtjänstmedalj[31]
- SMarO = San Marinos orden[6]
- SMarS:tAgO = San Marinos orden Santa Agatha[31]
- SMarS:tAO = San Marinos orden Santa Agata[6]
- SMtf = För tapperhet i fält och För tapperhet till sjöss i silver[18][källa behövs]
- SO = Svärdsorden[31]
- SOmk = Svärdsordens militärkors[32]
- SpAX:sO = Spanska Alfonso den X:s orden, Alfons X:s orden[29]
- SpAXII:sO = Spanska Alfonso XII:s orden, Alfons XII:s orden[6]
- SpCfO = Spanska civilförtjänstorden[6]
- SpCIII:sO = Spanska Carl den III:s orden, Karl III:s orden[6]
- SpFM = Spansk fälttågsmedalj[31]
- SpGyllSkO = Spanska Gyllene Skinnets orden[31]
- SpICO = Spanska Isabel la catolicas orden, Isabella den katolskas orden[6]
- SpMerAgrO = Spanska orden El mérito agricultural[31]
- SpMerNavO = Spanska orden El mérito naval[6]
- SpMfO = Spanska militärförtjänstorden[29]
- SpMfO(vk; rk) = Spanska militärförtjänstorden (med vita korset; med röda korset)[6]
- SpMM = Spansk minnesmedalj[31]
- SpRO = Spanska Republikens orden[33]
- SpSRPO = Spanska Orden Cruz de San Raimundo de Penafort[31]
- SpS:tFerdO, SpS:tFO = Spanska Sankt Ferdinandsorden, Sankt Ferdinands orden[33][31]
- SRautKrO = Kungliga Sachsiska Rautenkroneorden[31]
- SRKSM = Svenska Röda Korsets silvermedalj[källa behövs]
- SSk = silversköld[31]
- StbAGM = Storbritanniska Africa General Service Medal[31]
- StbBathO = Storbritanniska Bathorden[31]
- StbEmpO = Storbritanniska Empireorden, Brittiska imperieorden[6]
- StbGeorgI:sO = Storbritanniska Georg I:s orden[33]
- StbIEO = Storbritanniska Indian Empire-orden, Kejsardömet Indiens orden[33]
- StbKM(fC) = Storbritanniska King's Medal for Service in the Cause of Freedom (for Courage)[31]
- StbMC(mB) = Storbritanniska Military Cross (med Bar)[31]
- StbMM = Storbritannisk minnesmedalj[31]
- StbStrumpebO = Storbritanniska Strumpebandsorden[31]
- StbS:tMGO, StbS:tMGOO = Storbritanniska S:t Mikaels och S:t Georgorden, Sankt Mikaels och Sankt Georgsorden[6][33]
- StbVO = Storbritanniska Victoriaorden[6]
- S:tEriksM, S:tEM = Samfundet S:t Eriks medalj,[33] Stockholms Sankt Eriksmedalj[31]
- Stk = storkors[33]
- StOff = Storofficer av[33]
- S:tOM = Norrköpings Sankt Olovsmedalj[31]
- StR = Storriddare av[31]
- Svlcfbförtj:SM = Sveriges landstormsföreningars centralförbunds förtjänstmedalj i silver[källa behövs]
- SvmifbSM = Sveriges militära idrottsförbunds silvermedalj[källa behövs]
- SvM = Svärdsmedalj[34]
- SvRIJubM = Sveriges riksidrottsförbunds jubileumsmedalj[34]
- SvsfbBernM = Svenska skytteförbunds Bernadottemedalj[34]
- SvsfbSM = Sveriges skytteförbunds överstyrelses silvermedalj[källa behövs]
- SWVFO = Storhertigliga Sachsenweimarska orden Vita Falken[6]
- SchwHedK = Schwarzburgska Hederskorset[källa behövs]
- SyrFO = Syriens förtjänstorden[34]

## T
- TadjNelAO = Sultanatet Tadjourahs orden Nichan-el-Anouar[6]
- TChO = Turkiska Chefkatorden[33]
- tf = För tapperhet i fält,[34] GMtf och SMtf för medaljen i guld respektive silver[18][källa behövs]
- ThaiMahaO = Thailändska Orden Maha Chakri[källa behövs]
- Th(ai)KrM = Thailands kröningsmedalj[34]
- Th(ai)KrO = Thailändska kronorden[34]
- Th(ai)VEO = Thailändska vita elefantorden, Vita elefantens orden[34]
- TIO = Turkiska Imtiazorden[33]
- TjslVLO = Tjeckoslovakiska Vita Lejonets orden[6]
- TLiakO = Turkiska Liakathorden[33]
- TLM = Turkiska Liakhat-medaljen[34]
- TMChM = Turkiska krigsmedaljen Charb medaljasse el Järnhalvmånen[34]
- TMO = Turkiska Meschidie-orden[6]
- TOM = Tyska ordens marianerkors[33]
- TOO = Turkiska Osmanié-orden[6]
- ts = För tapperhet till sjöss,[35] GMts och SMts för medaljen i guld respektive silver[18][källa behövs]
- TunAO = Tunesiska Amanorden[33]
- TunAmanO = Tunisiska Amanorden[35]
- TunNI(O) = Tunisiska orden Nichan-Iftikhar[6]
- TurkJHM = Turkiska »järnhalvmånen» (Charb Medaljasse)[33]
- TurkMedjO = Turkiska Medjidieorden, Meschidie-orden[källa behövs]
- TurkOsmO = Turkiska Osmaniéorden[källa behövs]
- TurkRHalvM = Turkiska orden Röda halvmånen[33]
- TyskGK = Tyska Kreuz in Gold[35]
- TyskJohO = Tyska Johanniterorden[35]
- TyskJrk = Tyska järnkorset[35]
- TyskKolAbz = Tyska Kolonialabzeichen[35]
- TyskKrFtjk = Tyska Kriegsverdienstkreuz, Krigsförtjänstkorset[35]
- TyskOlHt = Tyska olympiska hederstecknet[35]
- TyskOM = Tyska ordens marianerkors[35]
- TyskOstM = Tyska Östmedaljen[35]
- TyskPleMér = Tyska orden Pour le Mente för vetenskap och konst[35]
- TyskRFO = Förbundsrepubliken Tysklands förtjänstorden[35]
- TyskRyttk = Tyska Ryttarkorset[35]
- TyskVerwAbz = Tyska Såradmärket, Verwundetenabzeichen
- TyskÖO = Tyska örnens orden[33]

## U
- UNEFM = United Nations Emergency Force Medal[35]
- UngFK = Ungerska förtjänstkorset[6]
- UngFO = Ungerska förtjänstorden[33]
- UngKrMM = Ungersk krigsminnesmedalj[35]
- UngKrO = Ungerska Kronans orden, Ungerska Kronorden[33]
- UngRFO = Ungerska republikens förtjänstorden[35]
- UNKorM = United Nations Korean Service Medal[35]
- UNM = United Nations Medal, FN-medaljen[35]
- UNRib = United Nations Ribbon[35]
- Ut = utmärkelsetecken[35]

## V
- VACelsM = Vetenskapsakademiens Celsiusmedalj[35]
- VenBO = Venezuelas Bolivarorden, Bolivars bysts orden[6]
- VenBolO = Venezuelas Bolivarorden, Bolivars bysts orden[källa behövs]
- VenBO(Ip) = Venezuelas Bolivarorden, Bolivars bysts orden (Instruccion Publico)[35]
- Vendel’Ip = Venezuelanska »de l’Instruction publique»[33]
- VenMO = Venezuelas Mirandaorden[35]
- VenFrMedO = Venezuelas Francisco de Medinas orden[källa behövs]
- VG(S)M = Vasamedaljen i guld (silver)[33]
- VGM = Vasamedaljen i guld[35]
- VMFM = Världsmästerskapstävlingarna i fotboll 1958 förtjänstmedalj[35]
- VO = Vasaorden[33]

## W
- WaldFO = Waldeckska förtjänstorden[6]
- WaldMfO = Waldeckska Militärförtjänstorden[6]
- WürtChK = Württembergska Charlotten Kreuz[36]
- WürtChKr = Württembergska Charlottenkreuz[35]
- WürtFrO = Württembergska Fredriksorden [6]
- WürtKrO = Württembergska kronorden[6]
- WürtWilhk = Württembergska Wilhelmskorset[36]

## Ö
- ÖFO = Österrikiska Förtjänstorden[36]
- ÖFrJO = Österrikiska Frans Josefsorden, Franz Josephsorden[6]
- ÖHT = Republiken Österrikiska Hederstecknet[6]
- ÖJKrO = Österrikiska Järnkroneorden[6]
- ÖKTrk = Österrikiska Karl Truppenkorset[36]
- ÖLeopO = Österrikiska Leopoldsorden[6]
- ÖMarTeresiaO = Österrikiska Maria Teresiaorden[36]
- ÖMk = Österrikiska militärkorset[37]
- ÖRKOffHt = Österrikiska Röda Korsets hederstecken för officerare[36]
- ÖMM = Österrikiska minnesmedaljen med anledning av av Kejsar Franz Josephs 50(60)-åriga regeringsjubileum[37]
- ÖSalvO = Österrikiska Salvatorsorden[37]
- ÖS:tStO = Österrikiska S:t Stefansorden[36]
- Ö-UngS:tStefO = Österrikisk-Ungerska Sankt Stefansorden[37]